# Torfowisko bałtyckie (kopułowe)
Torfowisko wysokie typu bałtyckiego – typ torfowiska wysokiego z wyłącznie ombrofitycznym sposobem zasilania w wodę oraz kopułową sylwetką torfowego złoża. Torfowiska tego typu związane są zasadniczo z wpływem klimatu morskiego i występują głównie w pasie nadbałtyckim, gdzie przebiega południowa granica ich zasięgu. Występują one w dolinach dolnej Odry, dolnej Łeby, środkowej Biebrzy, w Pradolinie Kaszubskiej, na tarasach nadzalewowych na Pojezierzu Bytowskim, nad wielkimi jeziorami nadmorskimi oraz na lokalnych wododziałach. Do obszarowo największych torfowisk, osiągających powierzchnię około tysiąca hektarów, należą Wilcze Uroczysko koło Szczecina, Ciemińskie Bagno, Bielawskie Błoto w woj. pomorskim.